# Josef Jann (poslanec Českého zemského sněmu)
Josef Jann (20. února 1853 Stříbřec – 16. prosince 1907 Stříbřec) byl rakouský a český rolník a politik, na konci 19. století poslanec Českého zemského sněmu.

## Biografie
Vystudoval reálnou školu v Třeboni. Profesí byl rolníkem v rodném Stříbřeci. Zde působil jako starosta obce. Zasedal v okresním zastupitelstvu v Třeboni. Od roku 1889 byl členem okresního výboru.
Koncem 80. let 19. století se zapojil i do zemské politiky. Ve volbách v roce 1889 byl zvolen v kurii venkovských obcí (volební obvod Jindřichův Hradec, Třeboň, Lomnice, Nová Bystřice) do Českého zemského sněmu. Volba byla následně zpochybněna kvůli těsnému výsledku a podezření, že jeden volič hlasoval v zastoupení. Mandát obhájil ve volbách v roce 1895. Politicky patřil k mladočeské straně.